# Vilmar de Oliveira
Vilmar Alves De Oliveira (Nazário, 9 de março de 1956) conhecido popularmente como Vilmar do Detran é um político do estado do Tocantins filiado ao Solidariedade.